# Ricardo Ycaza
Ricardo Ycaza Paulson (Guayaquil, Ecuador, 16 de febrero de 1958) es un extenista ecuatoriano, ganador de tres torneos Grand Prix en dobles y del Abierto de Estados Unidos junior 1976, también fue finalista del torneo juvenil de Wimbledon en 1975.

## Trayectoria deportiva
Su logro más notable fue ganar el torneo US Open Junior de 1976. En las semifinales de ese torneo, protagonizó una remontada en el tercer set para derrotar a John McEnroe por 6-4, 5-7, 7-6  después de salvar dos puntos de partido en 2-5 en el tercer set y después de remontar 2-4 en el desempate del tercer set. (Ycaza se enfrentaría a McEnroe tres veces más en torneos juveniles, ganando en todas). En la final, Ycaza derrotó a José Luis Clerc de Argentina. En mayo de 1977, volvió a derrotar a John McEnroe 6–7, 6–4, 6–2 para ganar el campeonato mundial de tenis masculino para menores de 21 años en Houston, Texas.
Entrenado por Miguel Olvera en el Guayaquil Tennis Club, Ycaza tuvo una exitosa carrera juvenil, ganando numerosos títulos juveniles sudamericanos. A nivel universitario, logró el estatus All-American para la temporada 1976-1977 de la NCAA jugando para la Universidad de Houston. 
En mayo de 1981 llegó a la cuarta ronda del Roland Garros, después de derrotar al noveno cabeza de serie Vitas Gerulaitis, y en las siguientes rondas a Jimmy Arias y al sueco Per Hjertquist, para luego caer ante John McEnroe. En junio disputó la final del Torneo de Bruselas, siendo su única final en individuales, y en donde perdería ante el yugoslavo Marko Ostoja por 4-6, 6-4, 7-5. Con ese buen desempeño a mitad de  temporada, Ycaza alcanzaría su mejor puesto en el ranking individual, llegando al puesto No.44 del mundo. Durante su carrera profesional, ganó tres torneos de dobles (cada uno con diferentes compañeros). Su mejor año en la gira profesional fue en 1980 cuando ganó torneos de dobles en Sarasota, Palermo y Santiago de Chile.
En los Grand Prix Championship Tour Series (ahora ATP Masters 1000) sus participaciones fueron muy escasas. En Hamburgo 1981 alcanzó una tercera ronda, siendo ese su mejor resultado.
Tras finalizar su carrera como jugador, Ricardo Ycaza se desempeñó como entrenador. Durante algún tiempo colaboró en esta capacidad con la Academia de Tenis Harry Hopman en Florida, donde alguna vez se formó, y luego, junto con Andrés Gómez, abrió su propia academia en Guayaquil. Posteriormente, Ycaza dirigió los programas de tenis en el Quito Tennis and Golf Club antes de regresar a Florida. Desde 2009, entrena en la Academia de Tenis Nick Bollettieri (ahora Academia IMG).

## Copa Davis
Representó a Ecuador en partidos de Copa Davis desde 1973 hasta 1986, en la que formó equipo con Andrés Gómez, y en donde obtuvieron importantes triunfos en dobles. En la Copa Davis 1985, fue protagonista al eliminar del grupo mundial, como visitante, al equipo argentino por 4-1, accediendo por primera vez a los cuartos de final con ese nuevo sistema. También se desempeñó como capitán del equipo ecuatoriano desde 1986 hasta 1993.

### Clasificación en torneos del Grand Slam (individuales)
| Torneos de Grand Slam |    |    |    |    |    |    |   |
| Australian Open       | -  | -  | -  | -  | -  | -  | 0 |
| Roland Garros         | 1R | 4R | -  | 1R | 2R | 1R | 0 |
| Wimbledon             | -  | -  | -  | 2R | 1R | 1R | 0 |
| US Open               | -  | -  | 1R | 1R | 1R | 3R | 0 |

## Torneos ATP (3; 0+3)

### Individuales (0)
| Leyenda                |
| Grand Slam (0)         |
| Tennis Masters Cup (0) |
| ATP Masters Series (0) |
| ATP Tour (0)           |

### Finalista en individuales (1)
| N.º | Fecha               | Torneo   | Superficie | Oponente en la final | Resultado     |
| --- | ------------------- | -------- | ---------- | -------------------- | ------------- |
| 1.  | 14 de junio de 1981 | Bruselas | Arcilla    | Marko Ostoja         | 4-6, 6-4, 7-5 |

### Dobles (3)

#### Títulos
| Leyenda                |
| Grand Slam (0)         |
| Tennis Masters Cup (0) |
| ATP Masters Series (0) |
| ATP Tour (3)           |

| N.º | Fecha                    | Torneos          | Superficie | Pareja         | Oponentes                   | Resultado     |
| --- | ------------------------ | ---------------- | ---------- | -------------- | --------------------------- | ------------- |
| 1.  | 17 de febrero de 1980    | Sarasota, EE.UU. | Arcilla    | Andrés Gómez   | David Carter Rick Fagel     | 6–3, 6–4      |
| 2.  | 14 de septiembre de 1980 | Palermo, Italia  | Arcilla    | Gianni Ocleppo | Víctor Pecci Balázs Taróczy | 6–2, 6–2      |
| 3.  | 30 de noviembre de 1980  | Santiago, Chile  | Arcilla    | Belus Prajoux  | Carlos Kirmayr João Soares  | 4–6, 7–6, 6–4 |

### Finalista en dobles (4)
| N.º | Fecha                    | Torneos          | Superficie | Pareja         | Oponentes                      | Resultado     |
| --- | ------------------------ | ---------------- | ---------- | -------------- | ------------------------------ | ------------- |
| 1.  | 30 de abril de 1978      | Tulsa, EE.UU.    | Dura       | Carlos Kirmayr | Russell Simpson Van Winitsky   | 6–4, 6–7, 2-6 |
| 2.  | 28 de septiembre de 1980 | Burdeos, Francia | Arcilla    | Gianni Ocleppo | Carlos Kirmayr Álvaro Fillol   | 3–6, 2–6      |
| 3.  | 16 de noviembre de 1980  | Bogotá, Colombia | Arcilla    | Andrés Gómez   | Gilles Moretton John Feaver    | 4–6, 3–6      |
| 4.  | 8 de noviembre de 1981   | Quito, Ecuador   | Arcilla    | David Carter   | Hans Gildemeister Andrés Gómez | 5–7, 3–6      |